# Museu do Fado
Das Museu do Fado ist ein Museum des portugiesischen Musikstils Fado. Es war federführend bei der Kandidatur des Fados als Weltkulturerbe (Anerkennung durch die UNESCO 2011).

## Geschichte
Es wurde am 25. September 1998 in der Alfama eröffnet, einem mit dem Fado besonders verbundenen Viertel Lissabons.
Die Idee zu einem Fadomuseum wurde bereits 1981 von Eduardo Sucene dem dieses Projekt dann 1998 ermöglichenden Department of Culture of the Municipality of Lisbon vorgelegt.
Das Museum ist im umgebauten Gebäude eines 1868 errichteten Pumpenhauses der lokalen Trinkwasserversorgung untergebracht, der ehemaligen Estação Elevatória do Recinto da Praia. Es entstand auf Initiative eines Förderkreises von Fadistas um António Chainho und Carlos do Carmo, neben anderen, und gehört seit seiner Gründung zur Empresa de Gestão de Equipamentos e Animação Cultural (EGEAC), einem städtischen Unternehmen, das die öffentlichen Museen der Stadt führt.

## Aufbau
Es beherbergt eine Dauerausstellung, Räume mit Wechselausstellungen, ein Dokumentationszentrum, ein Auditorium, und Schulungsräume, in denen Kurse für die Portugiesische Gitarre (port.: guitarra) und die klassische Gitarre (port.: viola) stattfinden. Auch Leseräume für Forscher und Proberäume sind im Museumsgebäude untergebracht.
Ausgestellt sind Sammlungen von Instrumenten, Noten, Plakaten, Kleidern, Zeitschriften und Schallplatten. Auch Bilder sind zu sehen, neben dem häufig zitierten „Fado“-Bild von José Malhoa noch Werke von Júlio Pomar, Rafael Bordalo Pinheiro u. a.
Es werden mehrsprachige Audioguides angeboten und feste interaktive Informationspunkte zu Biografien, Diskografien und der Geschichte des Fados.

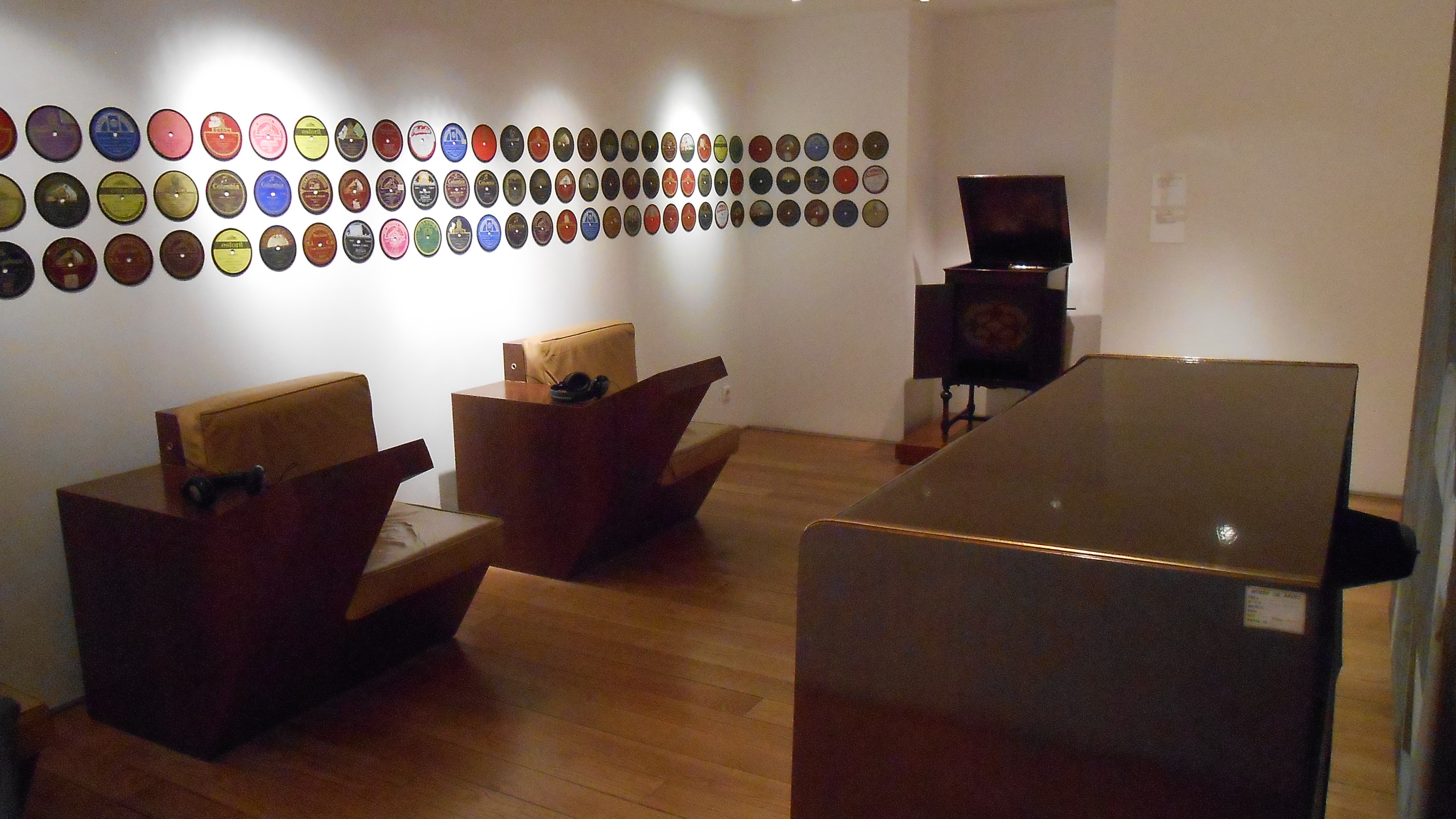
Im Fadomuseum

Zum Museum gehört ein Museumsshop mit einem breiten Bücher- und Musikangebot, und ein Restaurant/Café. Beide Räumlichkeiten sind auch ohne Eintrittskarte zu betreten.

## Abbildungen

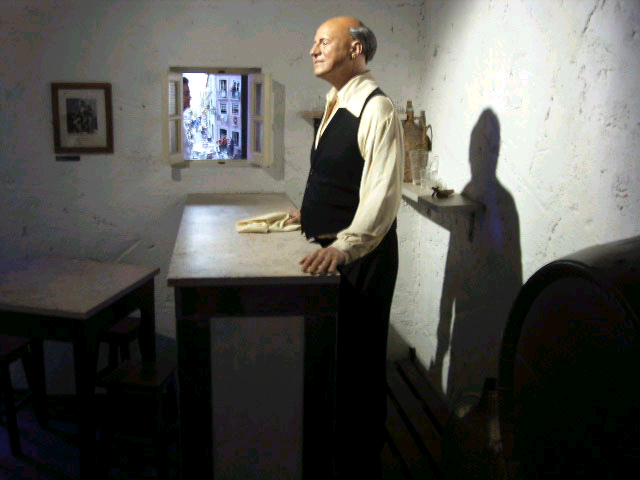
Nachgestelltes Ambiente einer ursprünglichen Fado-Taverne
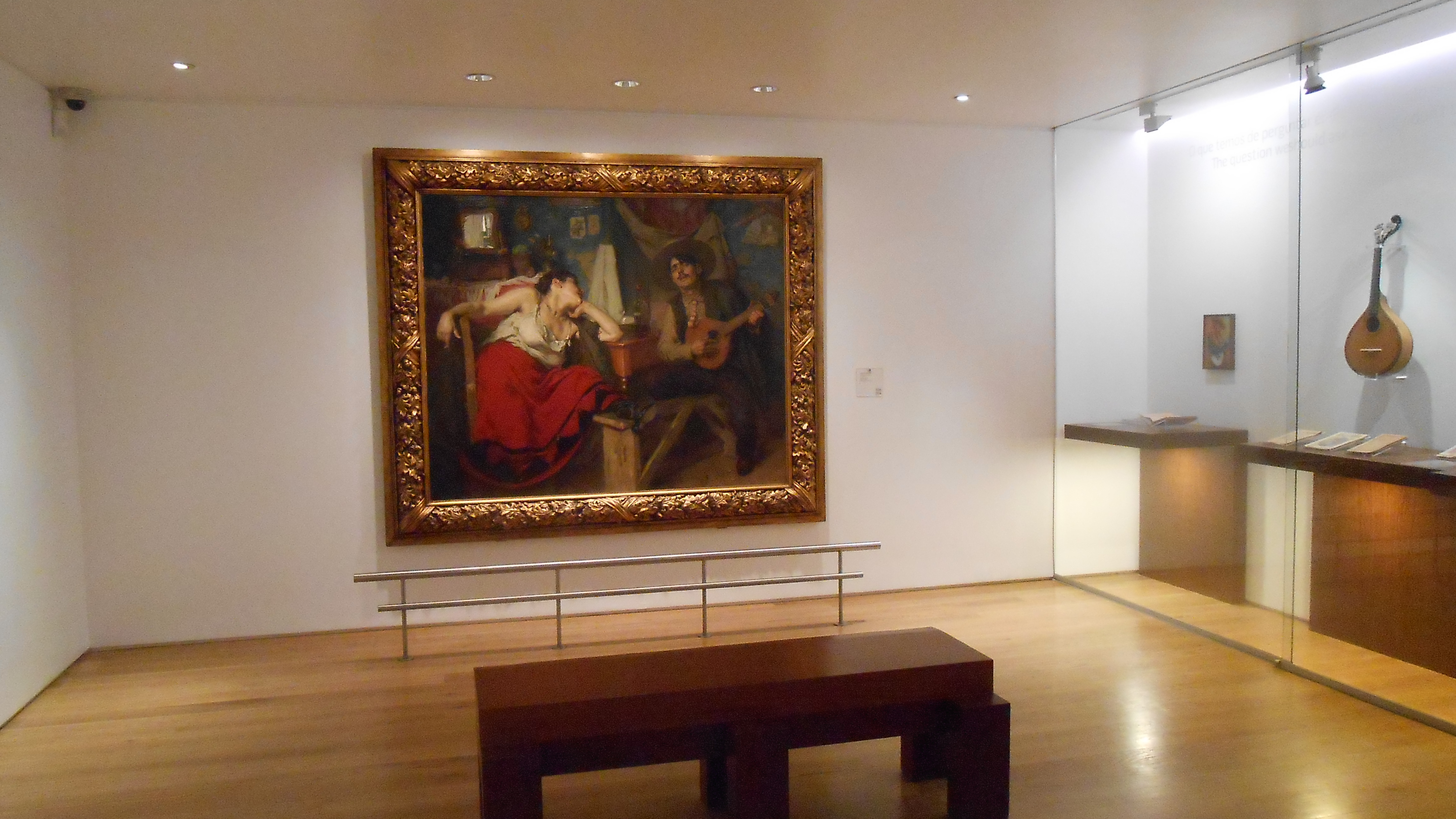
Das bekannte Bild „Fado“ von José Malhoa
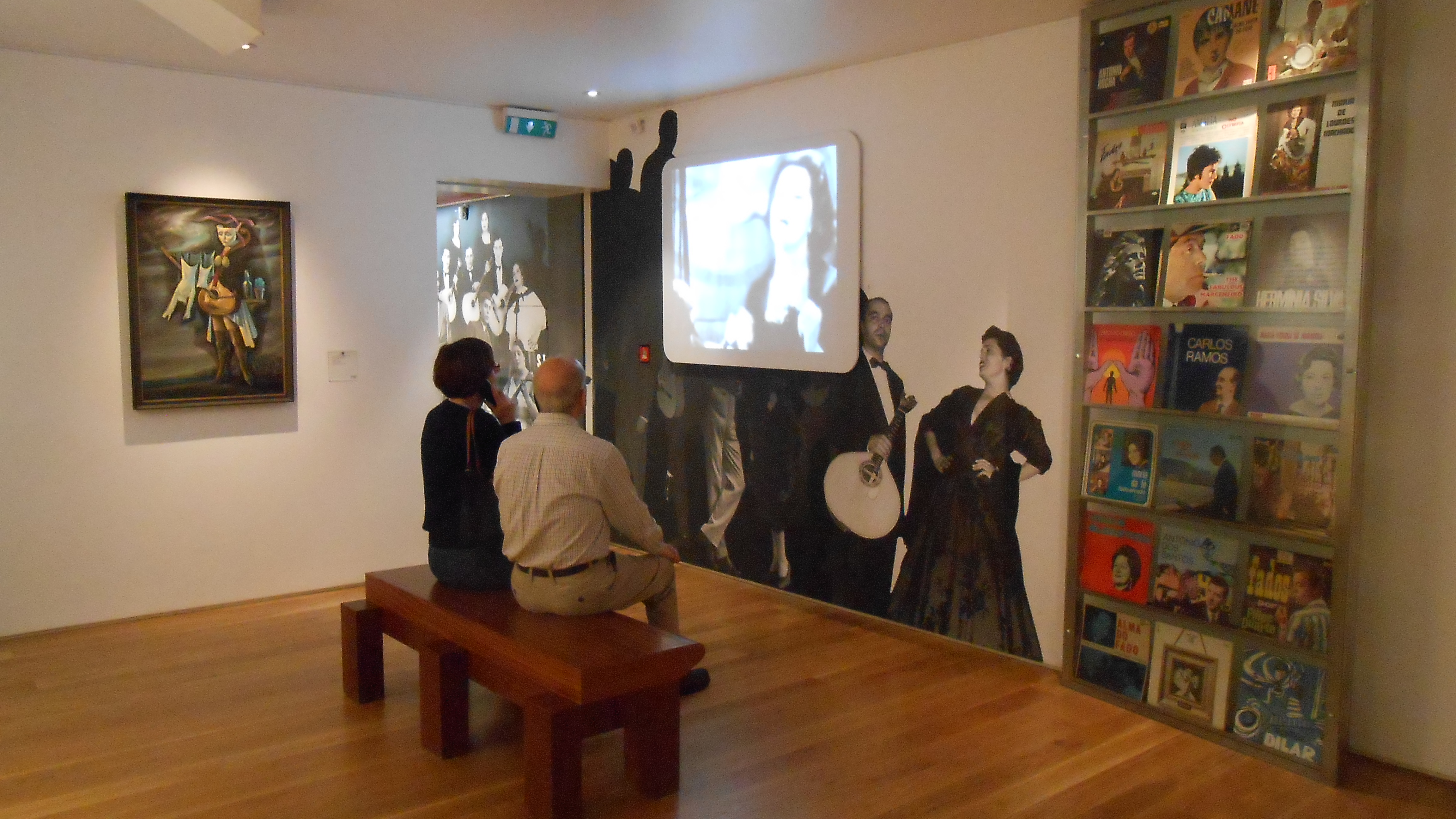
Im Fadomuseum
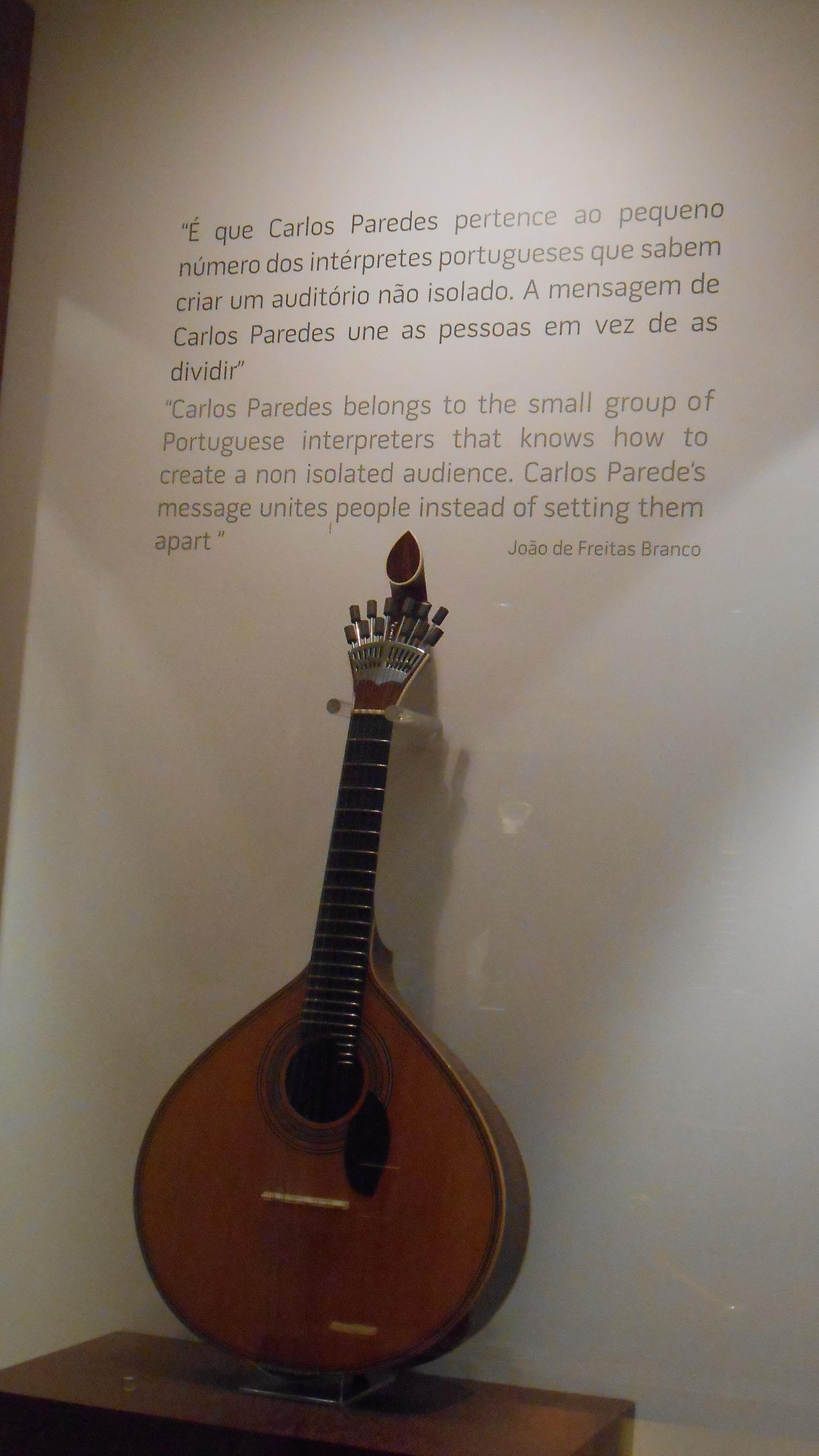
Ausgestellte Gitarre des Carlos Paredes
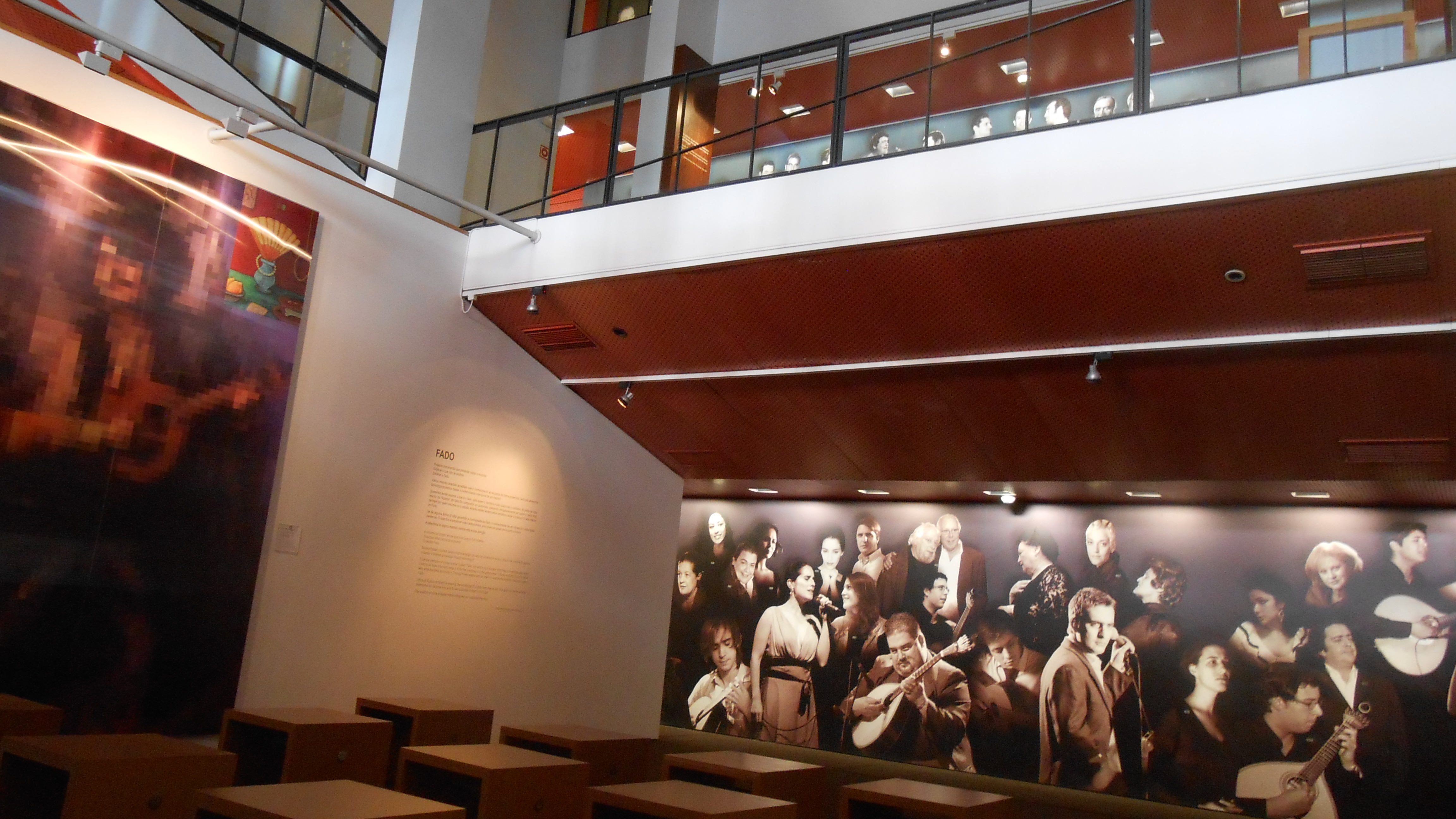
Im Fadomuseum
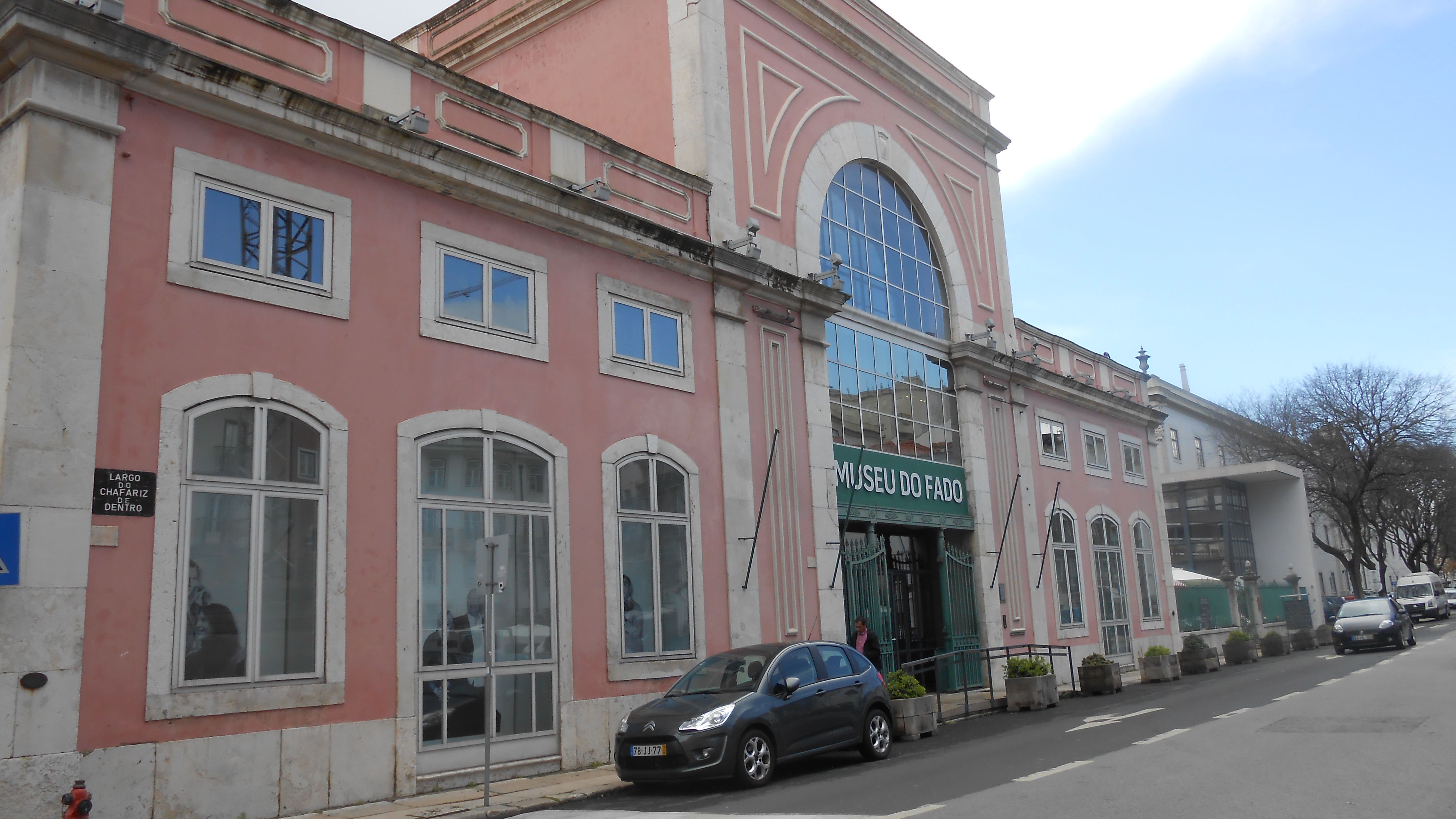
Außenansicht des Fadomuseums